# Пози та методи бондажу

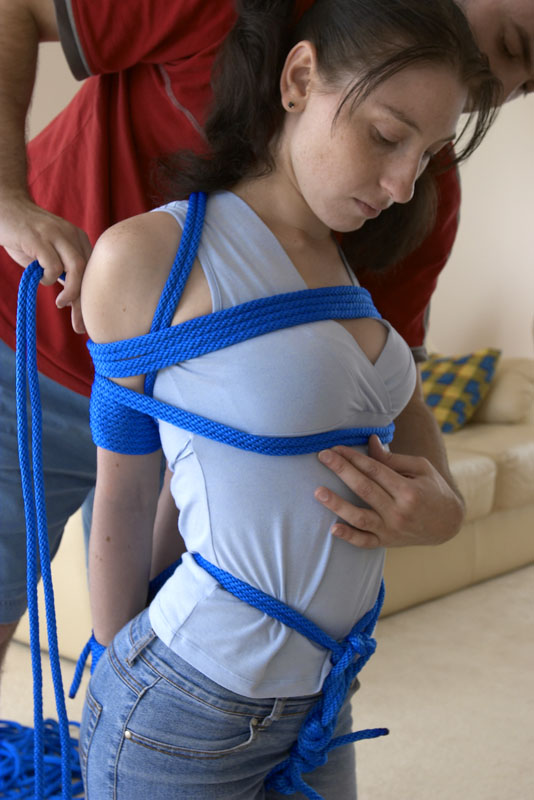
Поєднання чотирьох методів зв'язування: зв'язування грудей, зв'язування ліктів, зв'язування зап'ястя та мотузка на промежину

Бондаж — в БДСМ це зв'язування або стримування людей за допомогою такого обладнання, як ланцюги, манжети чи нашийники для спільного еротичного задоволення. За даними Інституту Кінсі, 12 % жінок і 22 % чоловіків еротично реагують на БДСМ.
У мотузковому бондажі та інших видах БДСМ- діяльності використовується ряд позицій і методів зв'язування. Звичайним елементом цих позицій є мотузки, хоча також можуть використовуватися ремені, стрічки, ланцюги, гачки, кайдани, розпірки, нашийники, загальні меблі, спеціальні каркаси, різні кляпи та моноперавички. Зв'язки та тертя часто є варіантами японського бондажу, сібарі та кінбаку, звідки вони походять.

## Зв'язка всього тіла

### Кульова зв'язка

Західна зв'язка з бондажом

Кульова зв'язка — бондажна позиція, в якій людину зв'язують у вигляді кулі, притиснувши коліна до плечей. Поза м'яча (також називається поза ембріона) може бути щільно зв'язаною, щоб ноги також були зігнуті вдвічі, щоб п'яти притискалися до сідниць; ноги необхідно підняти так, щоб стегна були притиснуті до грудей. Щільне притискання стегон до живота може обмежити дихання.
Руки можуть бути зв'язані спереду або за спиною, але більш типовим є за спиною. Якщо позаду, також може бути зв'язаний ліктьовий суглоб, або руки можуть бути у зворотному молитовному положенні, з мотузками навколо рук і тулуба (або рук і ніг), щоб міцно притиснути руки до спини. Якщо спереду, руки можуть бути зв'язані, обіймаючи ноги, або, можливо, кожне зап'ястя прив'язане до протилежного ліктя. Щиколотки також можуть бути зв'язані разом, як і коліна. Як правило, щиколотки прив'язують до стегон у вигляді жаб'ячого зашморгу.
Іноді підкорюваний носить взуття на високих підборах, а мотузки обмотують навколо п'ят і прикріплюють до зап'ясть. Це додає візуального ефекту, і його слід використовувати як доповнення до інших видів безпечного зв'язування. Під навантаженням взуття може зірватися або відламатися п'ятка. При такому зв'язуванні взуття не можна зняти.
Голова може бути певним чином відтягнута назад, наприклад, у зв'язуванні голови. Однак пуристи стверджують, що це суперечить ідеї зв'язування в кулю. Крім того, голову можна витягнути вперед, щоб змусити підборіддя притиснутися до грудей.
Поза може бути жорсткою і водночас стимулюючою. Водночас вона зручна, і суб'єкт може залишатися в ній досить довго.
Кульова зв'язка — одна з можливих позицій при самообмеженні. Рухливість обмежена, тому слід використовувати додаткові незалежні механізми втечі, окрім звичайних запобіжних заходів при бондажі.

### Бондаж гоґті

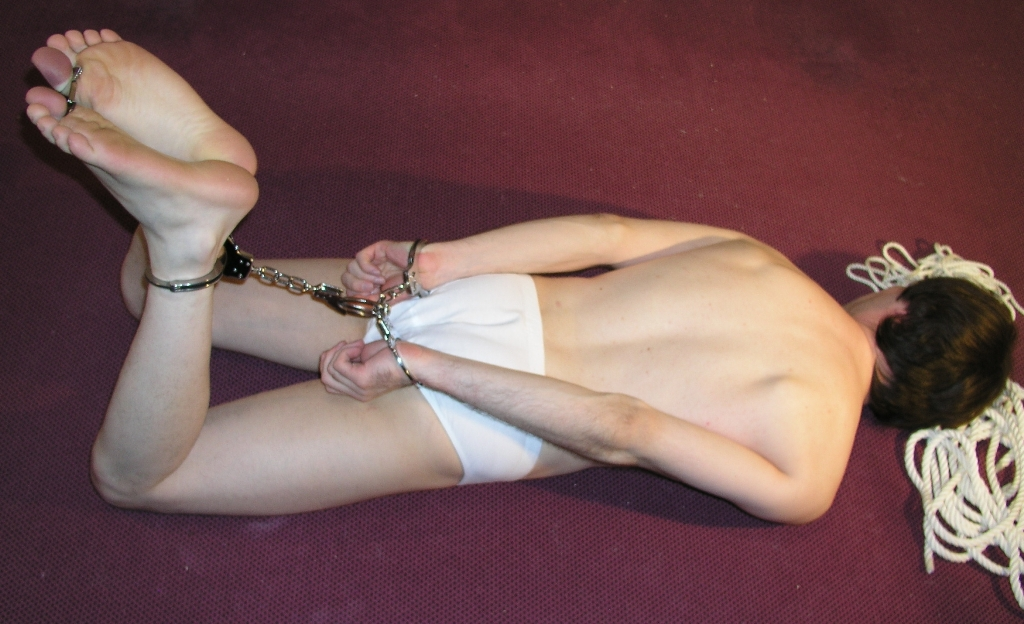
Чоловік у бондажі гоґті з манжетами.

Бондаж гоґті вимагає, щоб усі чотири кінцівки були зв'язані разом за спиною. Зазвичай це пов'язування зап'ясть і щиколоток людини за спиною за допомогою певних засобів обмеження, наприклад мотузки чи манжетів, але в деяких контекстах БДСМ також може стосуватися зв'язування рук і ніг за спиною. Зв'язування може бути вільним, коли щиколотки та зап'ястя розташовані на деякій відстані, або більш жорстким, коли всі чотири зв'язані разом, навіть якщо зап'ястя та щиколотки перетинаються та прив'язані до колінного чи плечового ременя.
Класичну західну зв'язку можна зробити суворішою, якщо зв'язати разом лікті та коліна.
Різновид бондажа передбачає прив'язування зв'язаних зап'ясть до зв'язаних ніг, що забезпечує легший доступ домінанта до промежини сабмісива для сексуальних ігор.

#### Безпека
Поза зв'язки створює тиск на живіт зв'язаної людини, що може спричинити утруднення дихання, відоме як постуральна асфіксія. Слід подбати про те, щоб пов'язана особа могла легко дихати на всіх етапах гри. Це особливо важливо, якщо кляпи, коміри або мотузка використовуються для створення більш жорсткої зв'язки.

### Крабова зв'язка

Крабова зв'язка

Зап'ястя сабмісива прив'язані до щиколоток, а лікті прикріплені до колін. Вона обмежує рухи, дозволяючи лише розводити та зводити ноги і трохи перекочуватися.

### Креветкова зв'язка (ебі)
shrimp tie (яп. 海老責め, ebi-zeme) (також відома як ebi (яп. 海老) або kuri (яп. 繰り)) — це різновид бондажу кінбаку. На грудях утворюється зв'язка, схожа на коробку. Сабмісив сидить, схрестивши ноги, а його щиколотки зв'язуються разом за допомогою одного стовпчика. Мотузку накидають на шию учасника (або на грудну обв'язку) і повертають назад до щиколоток; потім її поступово затягують, піднімаючи щиколотки до голови.

Креветочний зв'язка (ебі)

Завдяки вимушеному зігнутому положенню верхньої частини тіла це положення посилає відчуття печіння в тілі, якщо суб'єкт залишається в ньому тривалий час. Оскільки коліна широко розставлені, положення нагадує ноги креветки.
Креветочний зв'язок виник понад 300 років тому в 1742 році в Японії як метод тортур і допитів.

#### Варіації
- Коліна зв'язані всередину, щоб ще більше обмежити рух
- Щиколотки прив'язані до шиї замість нагрудного джгута

Всі варіанти мають спільне схрещене положення щиколоток.

Зв'язка сібарі Ґяку ебі

### Зворотна зв'язка креветки
Ґяку ебі: створюється зв'язка на грудях, наприклад, зв'язка в коробку. Учасник сидить зі схрещеними ногами, а щиколотки зв'язані разом за допомогою стяжки в одну колонку. Учасника перекладають на живіт, а мотузку пропускають через щиколотки по спині, натягуючи їх і закріплюючи на сідницях. Це також називається японська свиняча зв'язка.

### Мотузковий джгут

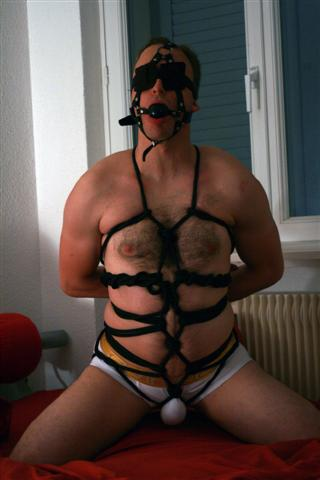
Чоловік еротично перев'язаний мотузкою промежини.

Бондажний мотузковий джгут (іноді його називають бондажною павутиною, мотузковою павутиною, мотузковим платтям або карадою) — це зв'язування, яке включає в себе зв'язування складної структури мотузки навколо тіла у складний павутинний спосіб.
Мотузковий джгут подібний до шкіряного бондажу, оскільки обидва самі по собі зазвичай не використовуються для зв'язування людини, але використовуються для застосування тиску на пов'язану область і можуть забезпечити точки кріплення для інших методів зв'язування, включаючи підвішування.
Для прив'язування мотузкового джгута використовується приблизно 10–15 м мотузки, яка включає кілька проходів мотузки спереду назад навколо тіла, щоб створити характерний ромбовидний малюнок мотузки. Зазвичай він починається з мотузкового недоуздка, подвійна мотузка з чотирма спеціальними вузлами, розташованими зверху, падає вниз по тілу, і вільно тягнеться під промежиною до задньої частини шийного недоуздка. Потім окремі пасма пропускають ззаду наперед, закручуючи їх у стебло або використовуючи карабіна Мунтера. У деяких випадках мотузковий джгут може виходити за межі тулуба, утворюючи ромбоподібні перетинки, які простягаються по довжині рук або ніг.
Хоча мотузковий джгут зазвичай не використовується для зв'язування кінцівок, його можна використовувати для цієї мети, просто обернувши руки, а не під ними. Мотузковий джгут можна використовувати з промежинним тросом або нагрудним ремнем сіндзю («перлина»).

#### Японська карада
Японський термін сібарі означає просто «зв'язка», а кінбаку — це декоративна зв'язка; де метою є створення красивого мотузкового візерунка навколо тіла. Японський термін карада означає просто «тіло». Традиційно розрізняли зв'язки з малюнком кіккоу (малюнок «панцир черепахи»; шестикутник) і хісі (ромб), хоча багато сучасних джерел просто використовують термін кіккоу для позначення будь-якої мотузкової збруї.

## Зв'язки нижньої частини тіла

### Пахова мотузка

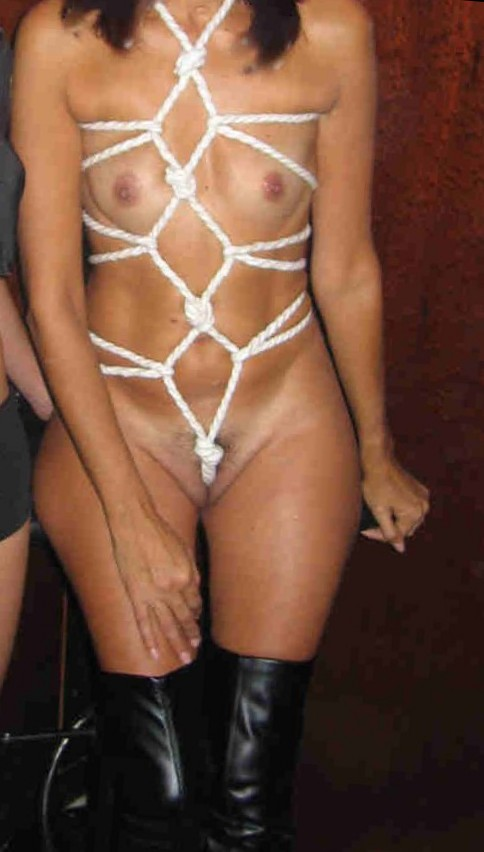
Пахова мотузка на жінці

Пахова мотузка (відома в японському сібарі як Матанава, Сакура або Сукаранбо) — це мотузка, яка проходить між статевими губами, щоб завдати болючого або приємного тиску на вульву. Мотузка фіксується шляхом зав'язування навколо талії. Пахову мотузку найчастіше виготовляють із прядива або джуту, але також використовують стрічку, ремінці або джгут. Іноді його поєднують з іншими техніками зв'язування, включаючи зв'язування в скрутному становищі.
Мотузку промежини можна зав'язати поверх одягу або прямо на шкіру; його можна носити під одягом або на виду. Хоча промежинні мотузки найчастіше використовуються для жінок, існують варіації для використання для чоловіків. Мотузку промежини також можна використовувати як нехитрий тип пояса цнотливості.

### Техніка

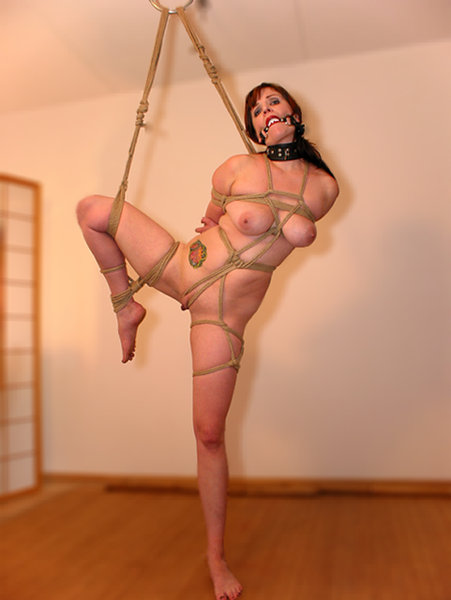
Мотузковий бондаж в незручному положенні. Це включає в себе мотузку промежини, пов'язування грудей, ліктя, кляп у роті тощо.

Мотузка промежини може складатися з однієї лінії, що проходить між ногами для стимуляції статевих органів, або з двох смуг, що проходять по обидва боки від них, щоб залишати їх відкритими. У першому випадку мотузка може проходити між великими статевими губами або глибше через статеву щілину вульви. На мотузці можна зав'язати вузли, щоб чинити певний тиск на анус або клітор. Промежинову мотузку зазвичай фіксують на місці, прив'язавши її до мотузки навколо талії трохи вище стегон або прив'язавши два кінці до кріплення. Промежинні мотузки іноді використовуються в БДСМ-діяльності, особливо для жінок-сабмісивів, найчастіше як частина подразення та заперечення. Промежину мотузки іноді поєднують із позою діви в біді, яка використовується в німих фільмах, де руки зв'язані разом за спиною в ліктях і зап'ястях, а ноги зв'язані разом у колінах і щиколотках.

#### Варіації
Якщо мотузка не прив'язана до талії, її можна рухати вперед і назад між статевими губами або змусити суб'єкта пройти через неї.
Мотузки можна щільно обмотати навколо талії та зав'язати спереду, протягнути через статеві органи, потім підтягнути назад і прив'язати до інших шнурів, обмотаних навколо зап'ясть, подвоюючи їх як застібку, щоб ще більше затягнути їх. Це дає прив'язаній мотузці людині певну здатність змінювати тиск на геніталії (часто викликаючи сексуальну стимуляцію) ціною обмеженої свободи рухів. Якщо такий шнур натягнути дуже туго, то зап'ястки та руки матимуть дуже мало свободи рухів, особливо в поєднанні з ліктьовою зв'язкою, а руки будуть міцно стикатися з сідницями.

### Жаб'яча зв'язка

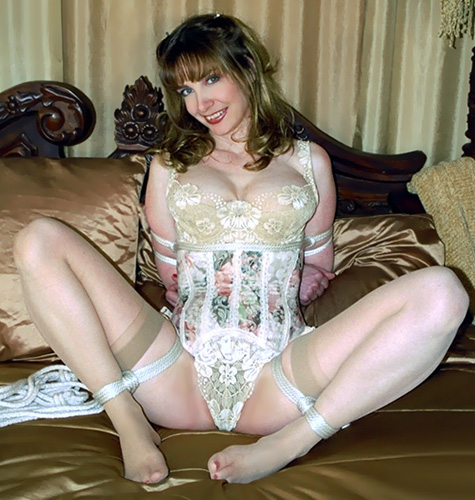
Положення жаб'ячої зв'язки використовується для доступу до геніталій. Ця жінка носить промежиновий клапан для більшої доступності, наприклад для замикання та натирання.

Жаб'яча зв'язка — це пов'язана поза нижньої частини тіла, у якій ноги людини повністю зігнуті в колінах. Вони пов'язані окремо від щиколотки до стегна, а також відразу за коліном, у вигляді жаби, яка присіла. Коліна можна залишити вільними, зблизити один до одного або широко розвести. Це відправна точка багатьох інших зв'язків.
Ця зв'язка ставить людину в положення, де вона вразлива, але не повністю знерухомлена, і все ще може пересуватися, хоча й незручно повзаючи. Жаб'яча зв'язка, коли особа стримується таким чином, також може використовуватися як обмежуюча сексуальна поза або як основа для більш обмежувальної зв'язку. Зв'язка на зап'ясті зв'язаної людини також може бути прив'язана до якогось нерухомого кільця за допомогою шнура довільної довжини, що дозволяє деяку обмежену свободу рухів і запобігає втечі. Любителі кінбаку могли б використовувати зв'язку футумомо.
Зап'ястя з обох боків часто прив'язують до комбінації щиколотки /стегна з відповідних сторін, хоча можна прив'язати кожне зап'ястя до протилежної щиколотки та зробити позицію помітно суворішою.
У подібному положенні зап'ястя людини просто прив'язані до відповідних щиколоток. Однак це положення не можна повністю вважати зв'язкою, оскільки воно не відповідає умові «зв'язана щиколотка до стегна».

### Положення ніг
Ноги можуть бути зв'язані разом, що іноді описується як «незаймана поза» або розведені, відоме як «поза повії». Сабмісив може стояти, стояти на колінах, сидіти або мати підтягнуті коліна до грудей. Положення стоячи може бути розслабленим, навшпиньках або, в крайньому випадку, на пуантах. Поширена техніка в японському бондажі полягає в тому, що зв'язана особа стоїть на одній нозі, а щиколотка іншої ноги прив'язана до стегна, що стоїть. Це форма асиметричного зв'язку, і відсутність балансу дезорієнтує суб'єкта.

### Поза лотоса
Деяким більш гнучким субмісивам зручно сидіти в йоговій позі лотоса.

## Зв'язки верхньої частини тіла

### Коробкова зв'язка

Вигляд ззаду основного зв'язування

Коробкова зв'язка — це зв'язка на грудях і плечі, яка поєднується зі зв'язками нижніх кінцівок як компонент або варіація інших зв'язок. Обидві руки паралельно підтримуються за спиною стрижнем і роблять нерухомими завдяки натягнутій мотузці, що з'єднує середню точку плеча.

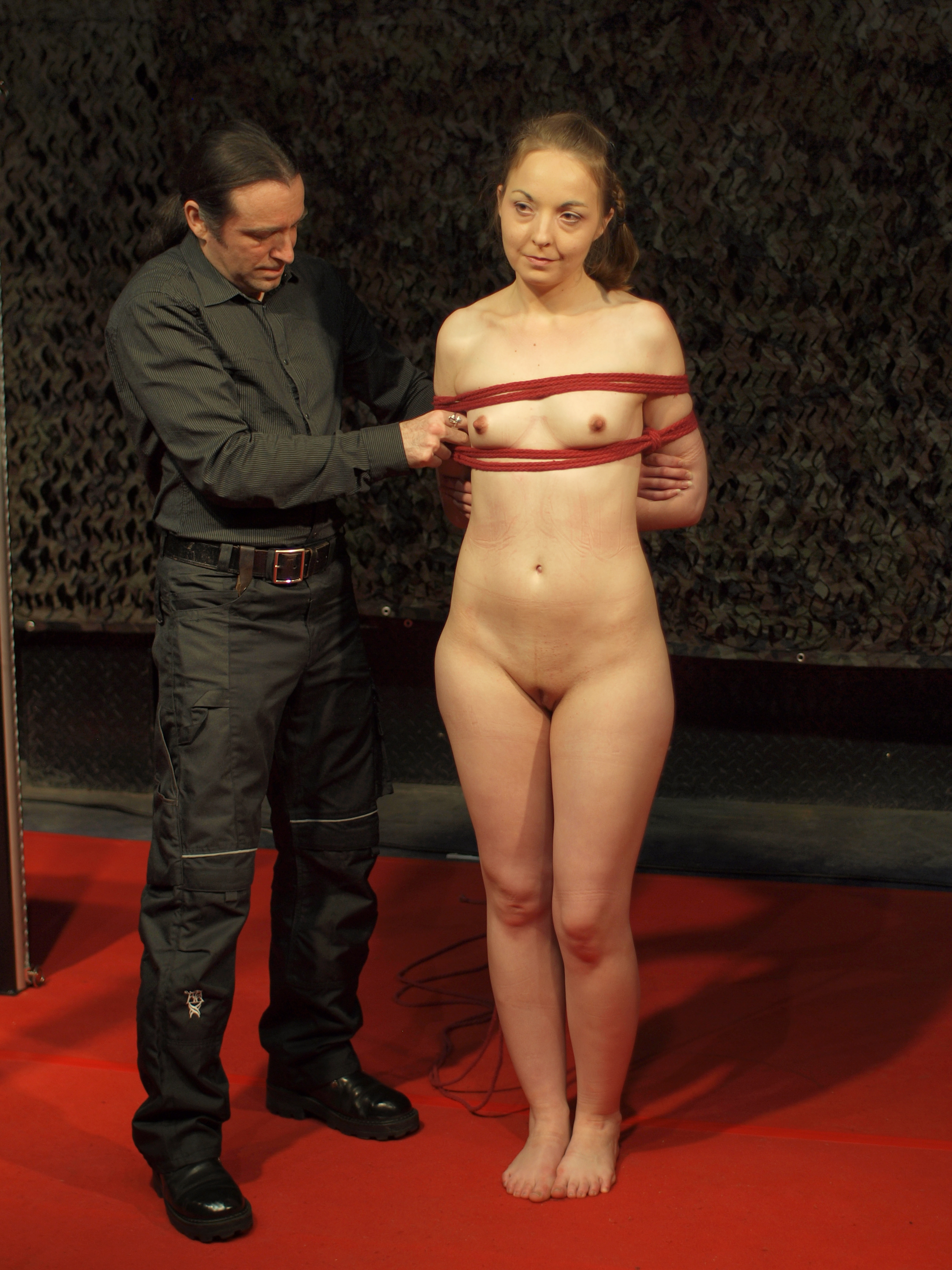
Чоловік-монтажник бондажу демонструє глядачам, як робити бондаж із коробковою зв'язкою на BoundCon 2015 у Мюнхені.

Зв'язка ТК, коробчаста зв'язка або ґоте сібарі — це зв'язка верхньої частини тулуба в один стовпчик. Його також називають такате коте. Передпліччя розташовані паралельно високо за спиною. Це утворює початкову точку для зв'язки, яка має верхню мотузку, яка оточує тулуб і руки трохи нижче плеча, прив'язуючи назад до центральної точки, створюючи ніжку вниз до передпліч. Це відмінна риса коробкової зв'язки. Нижня мотузка оточує руки й тулуб посередині між верхньою мотузкою та ліктем, прив'язуючись назад до стебла.
Коробчаста зв'язка використовуються для підвішування, і якщо мотузки неправильно розміщені, вага тіла може розчавити променевий нерв, що призведе до серйозного та, можливо, незворотного стану, відомого як падіння зап'ястя. Немає абсолютно безпечного положення для верхньої зв'язки; найбільш проблематичним є проміжок в середній точці між трицепсом і дельтовидним м'язом.

#### Варіанти
Поперечна мотузка замінює верхню мотузку тією, яка проходить через плече та назад під протилежною рукою, змінює натяг і потім повторює через інше плече.
Більш напруженою альтернативою є зав'язування ліктів разом, що може призвести до страппадо, або зав'язки у зворотному напрямку. Ще один спосіб стримувати руки — зв'язки на плечі (Hasenohren) або зав'язування вух кролика.
Зірковий ремінь фіксує руки. Існує також Пентаграма (Зоряний джгут).

### Бондаж грудей

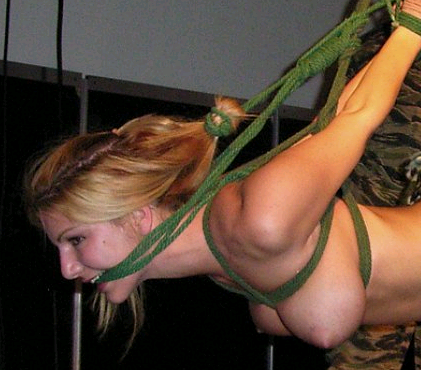
Вид збоку зв'язування грудей на BoundCon, Німеччина, 2008 рік

Бондаж грудей — це техніка зв'язування, яка полягає у зв'язуванні жіночих грудей мотузкою у візуально складний і декоративний візерунок. Для пов'язування грудей найчастіше використовується мотузка, але також можна використовувати лямки, ремені, джгути або бандажну стрічку.
Бондаж грудей часто зосереджується на декоративних, естетичних і еротичних аспектах результату, а не на знерухомленні жіночої статі. Однак пов'язування грудей можна поєднувати з іншими техніками, які обмежують рухливість суб'єкта та можуть забезпечити точки кріплення для інших видів зв'язування, наприклад, мотузка на промежині та тортури грудей. Тому його можна використовувати як вираження домінування та підпорядкування, а також як естетичний кінк.

#### Техніка
Бондаж грудей можна накладати поверх одягу або безпосередньо на шкіру, а також можна носити під одягом або на виду. Для бондажу можна використовувати мотузку, стрічку або шкіряні ремені.
Основна техніка зв'язування грудей, іноді відома як кружляння, передбачає прив'язування мотузок до основи грудей, змушуючи їх випирати назовні. Зазвичай для обох грудей використовується та сама мотузка, щоб мотузковий джгут автоматично тримався разом спереду. Тоді мотузку також можна закріпити за спиною, щоб зробити свого роду бюстгальтер. Техніка найкраще підходить для грудей розміром чашки С або більше.
Інша техніка полягає в тому, щоб намотати мотузку навколо тулуба трохи вище грудей, а іншу трохи нижче них, а потім зіштовхнути мотузки разом, щоб стиснути груди зверху і знизу. Це можна зробити замість іншого методу або разом із ним. Мотузку також можна перекинути через плечі та між грудьми, стягнувши мотузку над і під грудьми разом, а потім знову протягнути через плечі до вузлів на спині. Основна мотузка може бути використана для розміщення стяжок між руками та тілом.

#### Шіндзю
Шіндзю — це традиційна японська техніка пов'язування грудей, у якій мотузка зав'язується над, під і між грудьми, а також утворює недоуздок на плечах і навколо шиї. Термін «Шіндзю» (від японського真珠, що означає перлина) є евфемізмом для позначення зв'язування жіночих грудей. У народі стверджували, що «синдзю» — це автентичний японський термін для «джгута бікіні». Однак така краватка під назвою «сіндзю» не знайдена ні в історичних, ні в сучасних сібарі.
Основна або основна форма сібарі зв'язування рук і грудей відома як Усіро Такатекоте, тобто зв'язування рук позаду (ушіро) за спиною в положенні коробчатої руки (такате коте). Ця базова зв'язка на руці, яка спочатку зустрічалася в самурайському бойовому мистецтві ходжодзюцу (捕縄術) або навадзюцу (縄術), перетворилася на еротичне використання наприкінці ХІХ та на початку ХХ століть і є основою більшості інших краватки кінбаку.

#### Поєднання з іншими техніками
Іноді бондаж грудей комбінують з іншими техніками бондажу. Наприклад, руки жінки можуть бути зв'язані за спиною, ліктьовим або боксерським способом, або у зворотній молитовній позі. У поєднанні з бондажем грудей зв'язані руки змушують грудну клітку і груди жінки ще більше випинатися. При поєднанні зв'язування грудей і рук мотузки можуть з'єднувати мотузки над і під грудьми з боків грудей, коли вони проходять під плечима і за шиєю, в результаті чого мотузка ефективно оточує груди.
Грудна бондаж може відігравати невід'ємну роль у підвісній бондажі. Якщо суб'єкт підвішений, особливо в горизонтальному положенні, наприклад, у підвішеному зашморгу, нагрудний бондаж використовується як основна опорна зона під грудьми.

### Положення рук
Для опису положення рук з'явився цілий словник. Коли руки схрещені на грудях, як у мумії — це єгипетське розміщення, якщо вони торкаються протилежних плечей — це подвійний V. Коли обидва зап'ястки закріплені разом за талією: це страппадо. Коли зап'ястя тягнеться за спину до протилежного плеча, утворюється молотковий замок. Коли зап'ястя розташовані попереду тіла, а лікті зв'язані розпіркою позаду: це офіціантка. Ці руки можуть бути на голові, або за шиєю, або в краватці. Вони можуть бути на підошвах ніг, на щиколотках, на протилежних щиколотках на колінах, на боці, схрещеному спереду, або тримаючи протилежний лікоть.

### Зв'зка-хомут
Зв'зка-хомут або зв'язка на руках (Kotobu Ryo-tekubi) — це положення зв'язування, в якому зап'ястки людини закріплюються за головою людини за допомогою певної форми фізичного обмеження, наприклад мотузки або манжет, до яких прикріплена мотузка, ланцюг або ремінь, інший кінець якого прикріплений до пояса на талії або в іншій точці кріплення.

Зв'зка-хомут

Люди, які практикують мотузкову зв'язку, сприймають це як короткострокову або тимчасову зв'язку, яка використовується для стримування субмісива під час переходу в іншу кімнату, або як розминку для знайомства. Це не неминуче. Цю просту зав'язку на плечі іноді використовують у сексуальній прелюдії та в іграх із лоскотом, де вона не дозволяє субмісиву захистити свої лоскотні місця.
Зап'ястя зв'язуються спереду подвійним стовпчиком. Їх перекидають через голову, і мотузка опускається вниз по центру спини. Її пропускають навколо нижньої частини грудей і роблять петлю навколо себе, повертають назад, затягують і центрують падіння, мотузку пропускають назад перед грудьми і фіксують по центру спини. Запасну мотузку можна протягнути до зап'ясть, затягуючи зв'язку. Щоб використовувати це як постійну зв'язку, натяг зменшується, а додаткова мотузка пропускається між плечами, закриваючи простір під ліктями. Зв'язка на руках може використовуватися як частина складнішого бондажу. Наприклад, задню мотузку можна пропустити між ніг і закріпити спереду, утворивши промежинову мотузку. Зап'ястя можна прив'язати до плеча з будь-яким бажаним натягом, від вільної зв'язки до суворої, де зап'ястя майже торкаються плеча. Зв'язку на руках можна поєднувати з іншими техніками, які ще більше обмежують рухливість суб'єкта, такими як пов'язана зв'язка, жаб'яча зв'язка або креветкова зав'язка для ніг, або шляхом закріплення зв'язаних зап'ястьків на нерухомій рамі. У цьому положенні лікті стирчать з боків на рівні голови, руки зв'язані за головою.

### «Рушниця на плечі»
Теппо шибарі (яп. 鉄砲縛り)

Положення гвинтівки на плечі

Це асиметрична зав'язка, коли одна рука заведена за спину, а інша заведена через плече.

### Зворотна молитва

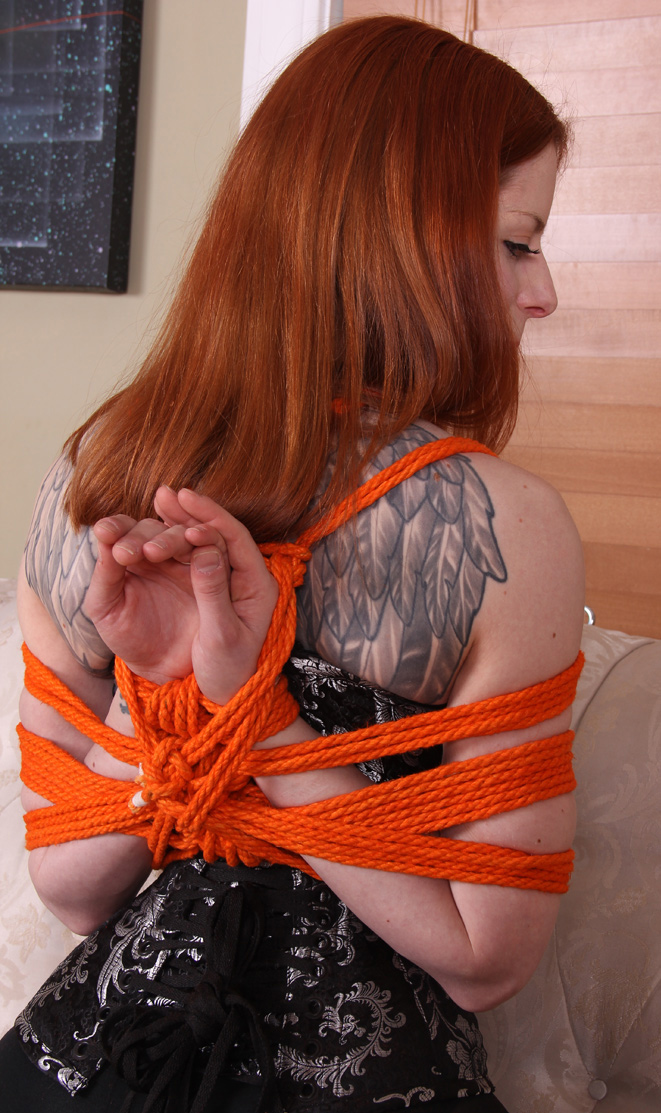
Зворотна молитва

Зворотна молитовна позиція, техніка, яка використовується в БДСМ-грі, включає утримання рук людини шляхом зв'язування їх за спиною людини, при цьому руки розміщуються між плечима, пальці обох рук випрямлені, витягнуті, а кисті рук торкаючись один одного. Зап'ястя пов'язані разом. Це схоже на традиційну молитовну позицію, але з руками позаду, а не попереду зв'язаної людини, що запобігає використанню рук. Комусь, хто займає цю посаду, може знадобитися ретельний нагляд. Через деякий час у багатьох людей це положення стає болючим, і можуть виникнути судоми.
Щоб ще більше знерухомити руки, мотузки або ремінь часто обв'язують навколо рук і тулуба, притискаючи руки до спини. На жінці це може бути зручно пов'язано з мотузками для зв'язування грудей. Інша техніка полягає у закріпленні мотузок від ліктів до ременя або інших мотузок навколо тіла.
У літературі про бондаж людей у такому положенні іноді змушують стикатися ліктями, перетворюючи це на форму ліктьового зв'язку. Мало хто може прийняти це положення без вивиху плечей. Однак у багатьох людей можна злегка стиснути лікті разом і зв'язати їх у цьому положенні.
Зворотне молитовне положення (без бондажу) також використовується в деяких вправах йоги.

### Бондаж голови

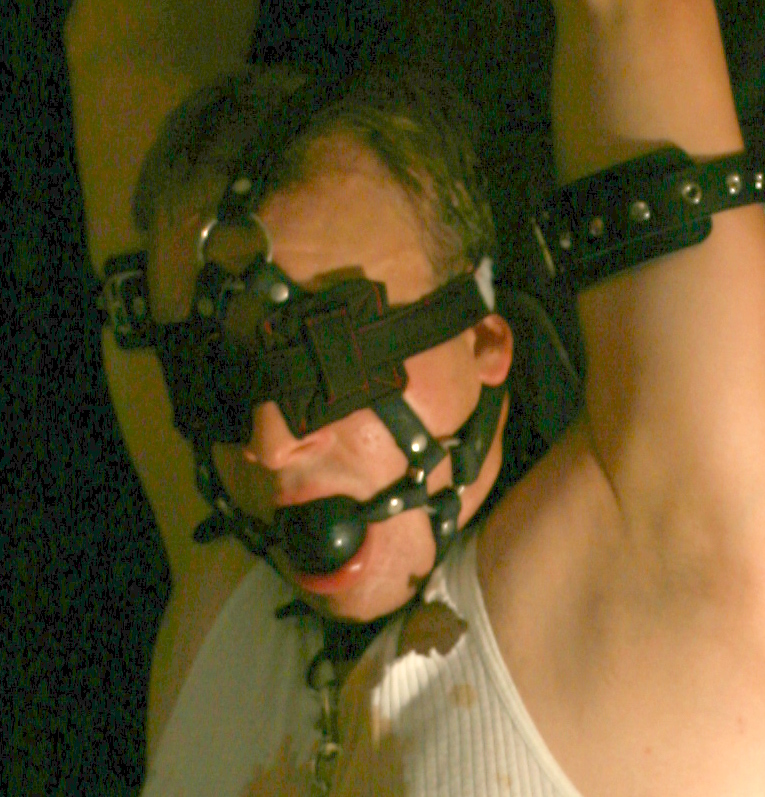
Чоловік, одягнений у головний джгут із зав'язаними очима, кляпом із м'ячем і коміром на шиї.

Бондаж голови в БДСМ-грі включає всі прийоми, які використовуються для застосування контролю над головою суб'єкта. Це може стосуватися однієї з кількох технік:
- Це може стосуватися використання мотузки або іншого матеріалу для досягнення контролю над головою. Зокрема, це може стосуватися відтягування голови назад за допомогою волосся або мотузки, прикріпленої до задньої або верхньої частини капюшона або головного ременя. Також можна використовувати мотузку, прикріплену до пов'язки на очах або кляпа, але це, як правило, менш безпечно і може спричинити надмірний тиск на невелику частину обличчя; зокрема, при використанні кляпа можуть бути травмовані куточки рота.
- Це може стосуватися закутування голови в пов'язаний капюшон, головний джгут (пристрій із з'єднаних ременів, призначених для оточування голови людини), ящик або використання такого пристрою, як вуздечка Колда (також відома як гілки). Головний ремінь може містити пов'язку для очей та/або кляп. Чохол може включати або доповнюватися широким, жорстким коміром навколо шиї для обмеження рухів голови.[41]

Ремені головного ремня зазвичай закріплюються пряжками, які застібаються на потилиці. Головні джгути найчастіше використовуються для забезпечення точок кріплення для кріплення різних видів кляпів, таких як кляпи з м'ячем, кляпи з насадками, кляпи для дула та кляпи з кільцями, хоча вони також мають інше застосування, як-от забезпечення точок кріплення для інших форм зв'язування, або можуть бути використані просто для психологічного ефекту. Ремені для голови також можуть функціонувати як кляп самі по собі, обмежуючи можливість відкрити рот, або мати капу як невід'ємну частину.
Головні ремені, як і багато інших форм зв'язування, також мають ефект створення відчуття об'єктивації та еротичної безпорадності у того, хто їх носить, що може бути еротичним для того, хто їх носить, або для тих, хто спостерігає за ними. Багато головних ременів розроблені з ремінцями, які проходять перед очима власника, обмежуючи його зір і ще більше посилюючи відчуття об'єктивації та еротичного підкорення. Деякі мають повні пов'язки на очах.

## Зв'язки для точок опори

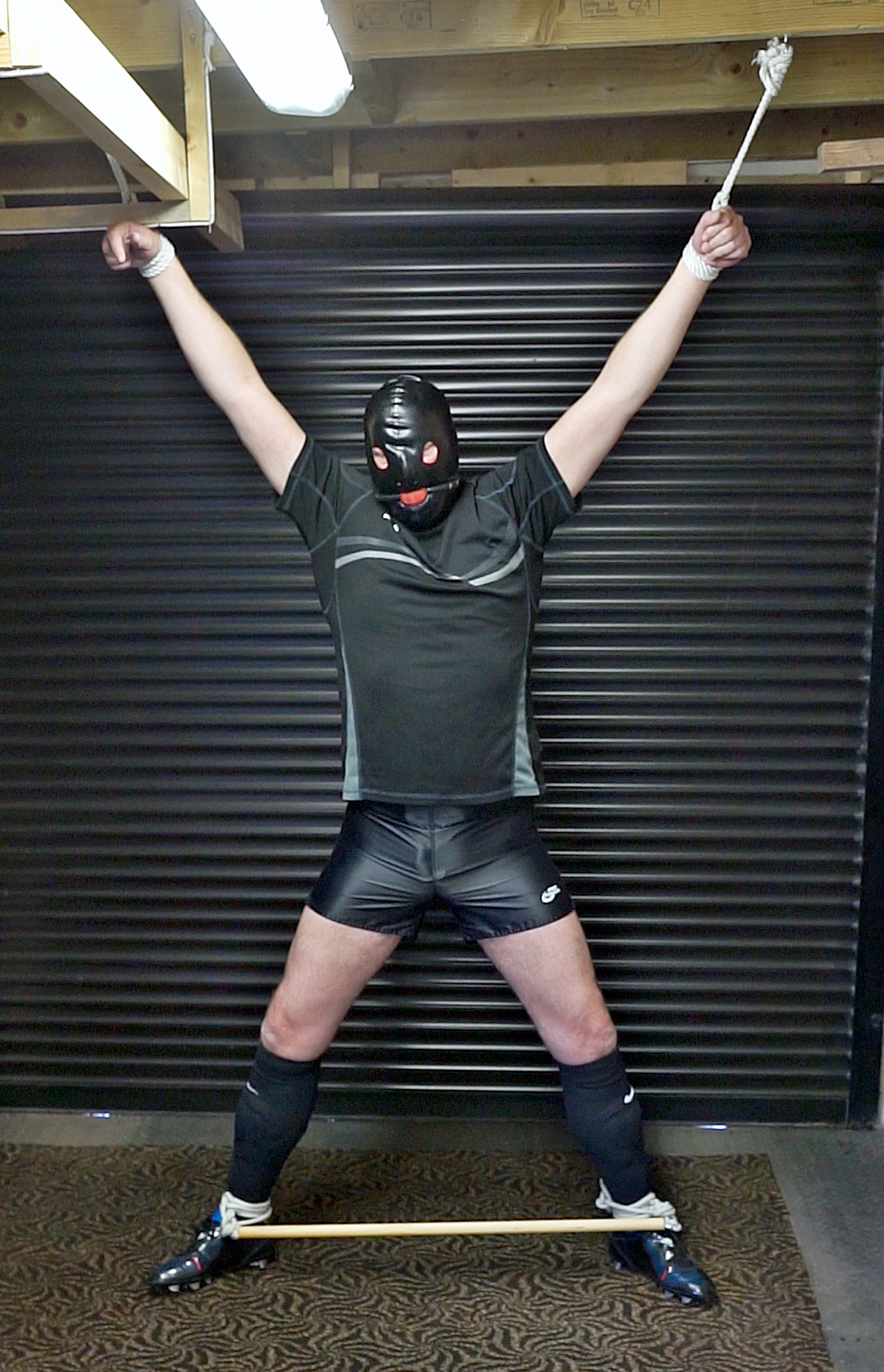
Чоловіча модель, стримана мотузкою, стоїть розпростертим орлом.

### Розпростертий орел

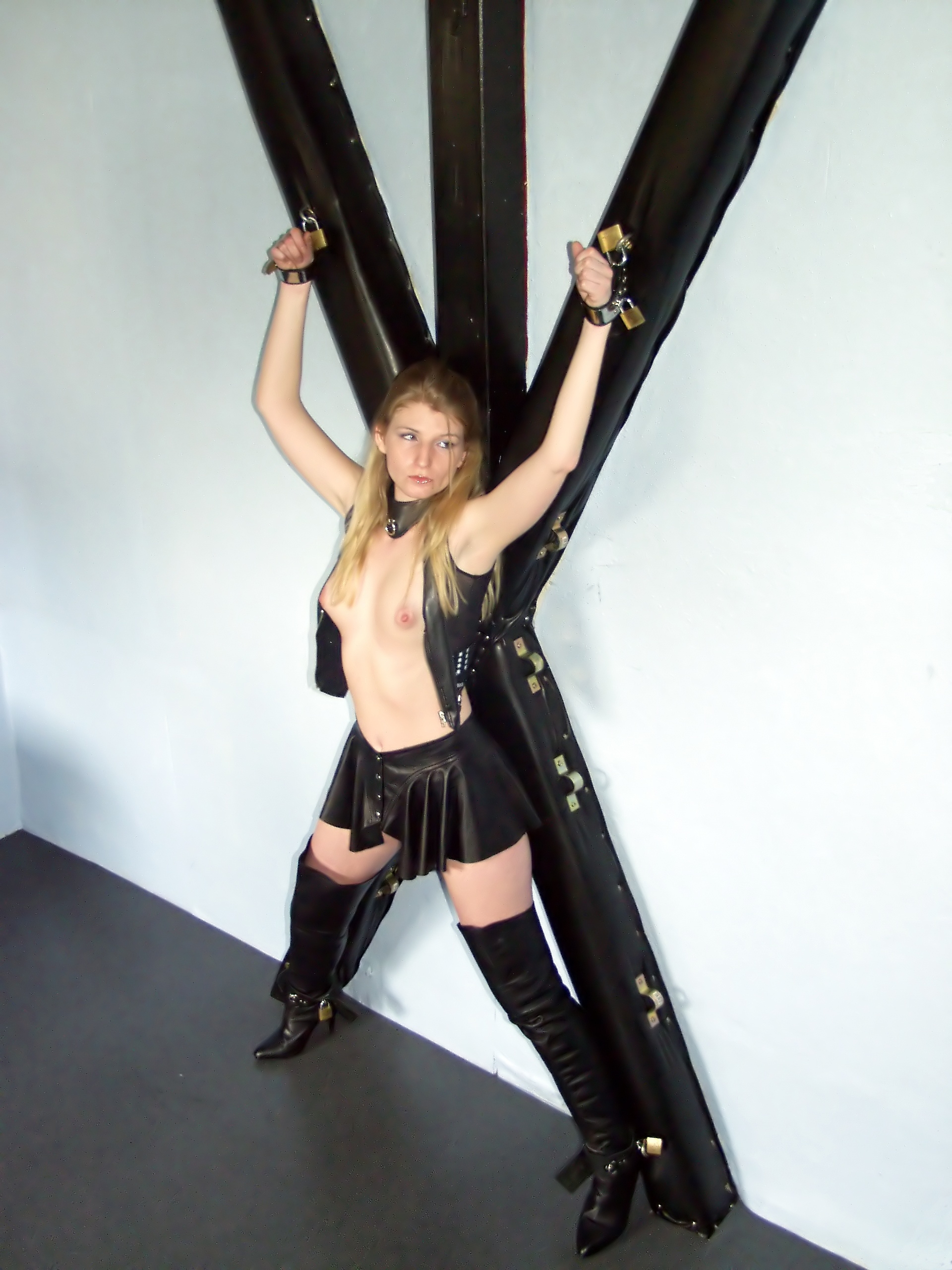
Андріївський хрест у вжитку

Поза орла також використовується як зв'язана позиція в БДСМ-іграх, іноді горизонтально або вертикально і навіть догори ногами. Це зручна позиція, субмісив лежить обличчям догори на спині, усі чотири кінцівки прикріплені до меблів. Обличчям вниз буде називатися лежачи. Зав'язки можуть бути слабкими, що дозволяють рухатися, або більш жорсткими. Позиція дозволяє отримати повний доступ спереду, але не допускає доступу до задньої частини, тому виключає ігри з поранками. Проникнення обмежене низьким кутом.

### X-хрест
Положення розчепіреного орла стоячи або висить можна за допомогою такого обладнання, як X-хрест (також відомий як хрест Святого Андрія), розпірних штанг або мотузок чи ланцюгів, прикріплених до різних кінцевих точок. Як техніка еротичного приниження, вона змушує суб'єктів демонструвати свої геніталії та надавати доступ до промежини, паху чи анальної області.

### Бондажні меблі
Виготовляються спеціалізовані бондажні меблі з точками кріплення. Це клітки, рами, підставки, стільці та столи. Стандартні побутові меблі можуть бути дискретно адаптовані. Наприклад, ліжко можна пристосувати за допомогою набору обмежувачів; під матрац підкладається ремінець, прикріплений до шкіряних манжетів. Стілець зі спинкою-драбиною має точки кріплення для зв'язування ніг високо в повітрі або ззаду.

## Страппадо

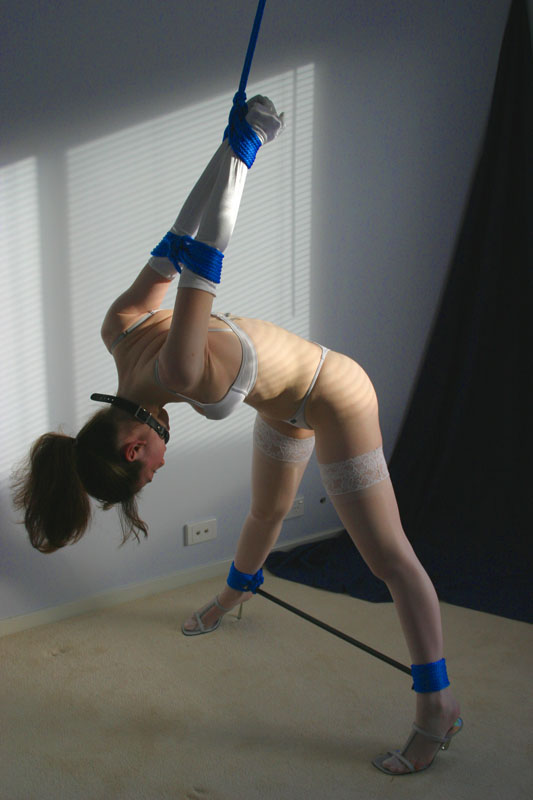
Страппадо з перекладиною та ліктьовим зв'язуванням

Бондаж страппадо — це термін, що описує позицію та техніку, що використовуються в БДСМ-грі. Руки людини зв'язують за спиною, а потім за допомогою певного способу кріплення, наприклад мотузки або ланцюга, який тягнеться від зап'ястя до точки кріплення вгорі, її руки піднімаються за собою, поки людина не змушена буде нахилитися вперед. Незважаючи на те, що бондажне положення страппадо вважається формою БДСМ-ігри, воно поділяє свої основні принципи стримування з методом тортур, і тому дуже легко може стати саме таким, якщо не практикувати безпечно.

### Техніки
Нижче наведено різні стилі зв'язування страппадо, які можна поєднувати з промежинними мотузками та пов'язками на грудях, кляпами чи зав'язками на очах. Точна техніка, яка використовується, дуже пов'язана з метою використання цієї позиції в БДСМ-грі:
- ноги нарізно — за допомогою перекладини або точки кріплення[49]
- ноги разом
- коліна з'єднані разом, а щиколотки розведені в сторони
- лікті зв'язані / не зв'язані (див. також армбіндер)
- мотузку навколо шиї/коміра, потягнувши вниз, щоб посилити вигин (в інтересах безпеки важливо переконатися, що на передню частину шиї немає тиску)
- пов'язування волосся або інше пов'язування голови, щоб затягнути голову назад[49]

Зв'язка навмисно зменшує здатність суб'єкта до боротьби, оскільки тіло знаходиться в незручному положенні, і будь-яка боротьба з його боку може призвести до втрати рівноваги. Як наслідок, суб'єкт вирішує не рухатися, бо боїться впасти. Це створює відчуття вразливості у свідомості суб'єкта, оголюючи його сідниці та геніталії. Коли лікті зв'язані разом, навіть для дуже гнучкого суб'єкта рідко вдається зв'язати їх до дотику, оскільки при піднятті рук до горизонтального положення плечові суглоби зміщуються в інше положення, перешкоджаючи звичайним рухам, які повинні відбуватися, коли лікті зведені разом. Незважаючи на це, будь-яке, навіть незначне, зв'язування ліктів, застосоване таким чином, може значно посилити напругу та біль.
Використання зв'язування голови дозволяє відтягнути голову суб'єкта назад у положення обличчям вперед, а не звисати до підлоги, і часто використовується, щоб змусити суб'єкта займатися оральним сексом. На додаток до обмежень, які це спричиняє, якщо використовується відповідний кільцевий кляп, суб'єкт може відчувати себе більш схильним до проникнення, а оскільки голова суб'єкта дивиться вниз, також може виникнути слинотеча.
Нормальною реакцією суб'єкта є збільшення нахилу вперед при піднятті рук. При подальшому піднятті рук вище критичної точки це може стати занадто складним або навіть фізично неможливим, щоб продовжувати без відриву від підлоги, що змусить суб'єкта стояти більш вертикально і збільшить навантаження на плечові суглоби. Суб'єкта також можна прикріпити, наприклад, до рами, а замість інших засобів зв'язування використовувати мотузки або ланцюги. Повністю знерухомлюючи тіло суб'єкта, особа, яка займає домінуючу позицію, може повністю і точно контролювати напругу і біль, які відчуває суб'єкт.

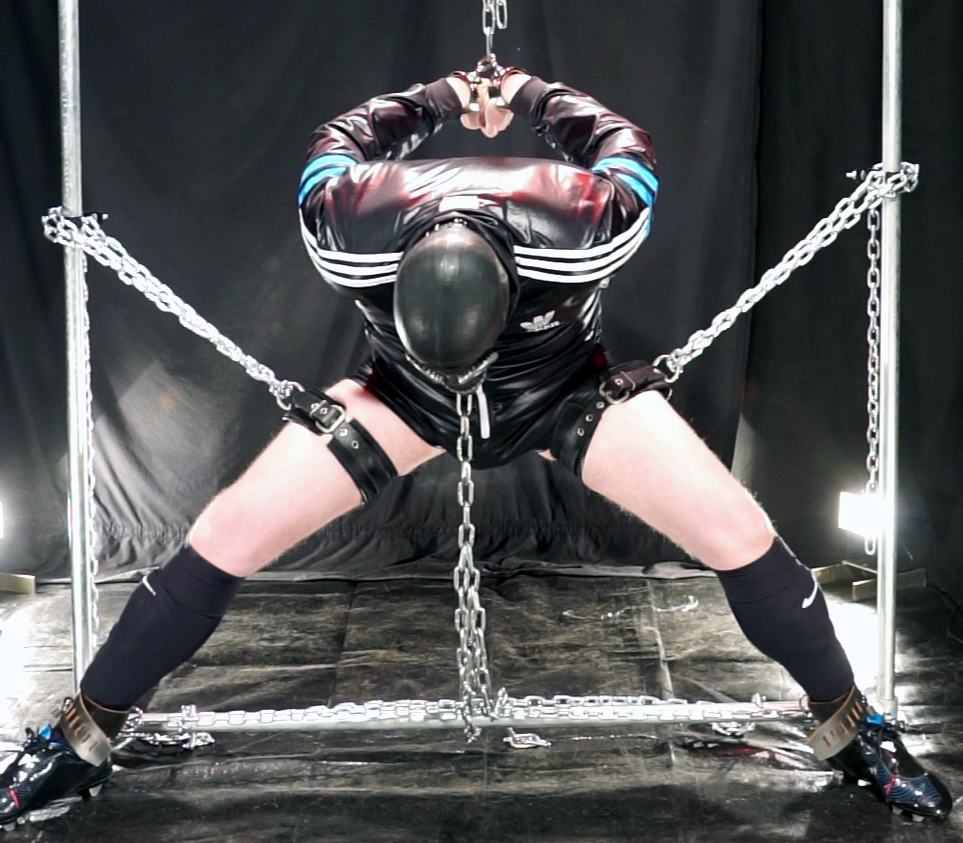
Страппадо на ланцюжку з дуже широко розставленими ногами та додатковим ланцюжком на шию.

Формою зв'язування в скрутному становищі є прив'язування однієї ступні суб'єкта до протилежного стегна чи іншої частини тіла, щоб вони зосередилися на тому, щоб не заподіяти більше болю. Їхні руки підняті до точки, коли вони повинні стати на носочки. Щоб полегшити біль у стопі, вони повинні опустити своє тіло та викликати сильніший біль у плечах. Щоб полегшити біль у своїх плечах, вони повинні стати навшпиньки і викликати сильніший біль у стопі та нозі. Інший варіант полягає в тому, щоб прив'язати ногу суб'єкта до частини тіла іншого суб'єкта, щоб вони могли полегшити свій власний біль, але посилити його для іншого суб'єкта.
Коли груди спрямовані до підлоги, можна використовувати затискачі для сосків, можливо, з прикріпленими обважнювачами, щоб стимулювати суб'єкта, який відчуває більший біль.
Бондаж страппадо найчастіше використовується, коли суб'єкт ступає на землю. Дуже рідко хтось буде використовувати цю техніку, не відриваючи ноги від землі, через біль і, можливо, серйозну травму, яку це може спричинити.
Через складність утримання такої позиції цей тип БДСМ-ігор не допускає тривалих періодів зв'язаності. Основне його використання — сексуальні ігри зі зв'язаним суб'єктом. Перебуваючи в такому зв'язаному стані, суб'єкт відкритий для використання різноманітних інструментів, таких як бичування, батоги тощо, а також загальних порань. Це положення також можна використовувати для статевого акту або використання вібраторів та/або фалоімітаторів для стимуляції зв'язаної людини.

### Запобіжні заходи та техніка безпеки
Таке положення зв'язування також використовується як форма катування, тому зазвичай вживаються заходи для того, щоб суб'єкт, зв'язаний у такому положенні, не виходив за межі своїх фізичних можливостей. Будь-яке положення, коли кінцівки переміщуються в екстремальне положення і утримуються в ньому протягом тривалого періоду часу, може призвести до пошкоджень — іноді незворотних — навіть у найбільш гнучких людей. Можливі, хоча і дуже рідкісні, випадки, коли екстремальні ітерації такого положення можуть призвести до асфіксії, оскільки підвішування в такий спосіб може стиснути легені і викликати дихальні розлади. Тому цю техніку слід виконувати, передусім пам'ятаючи про безпеку.

## Підвіска

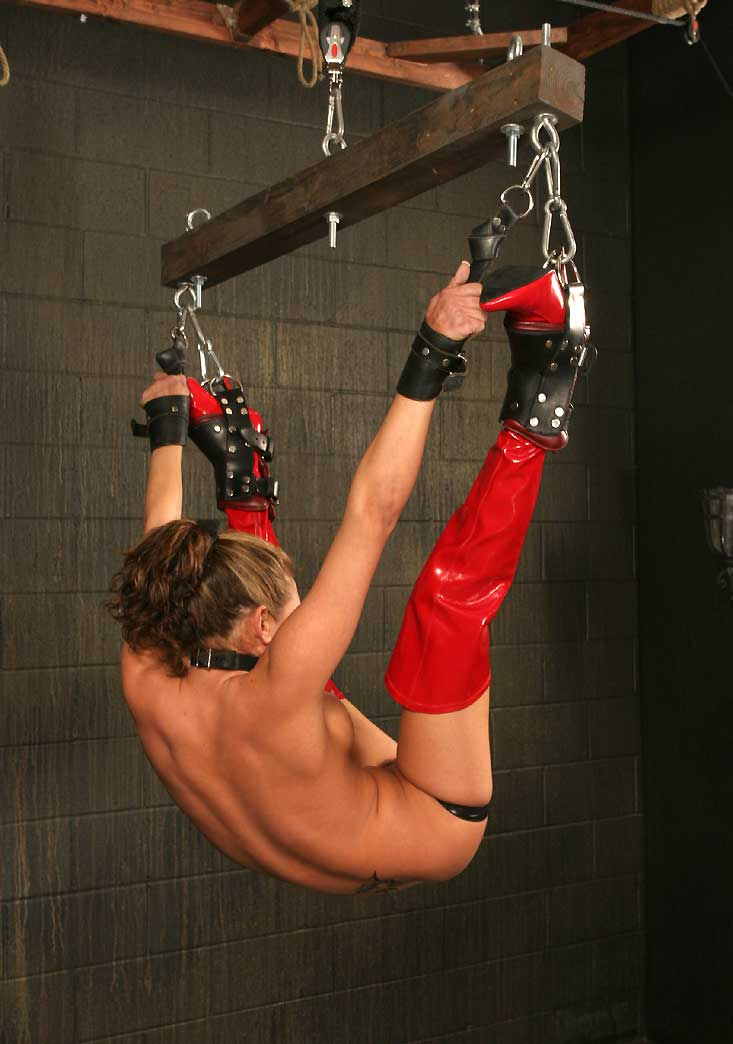
Горизонтальний підвіс лицьовою стороною вгору

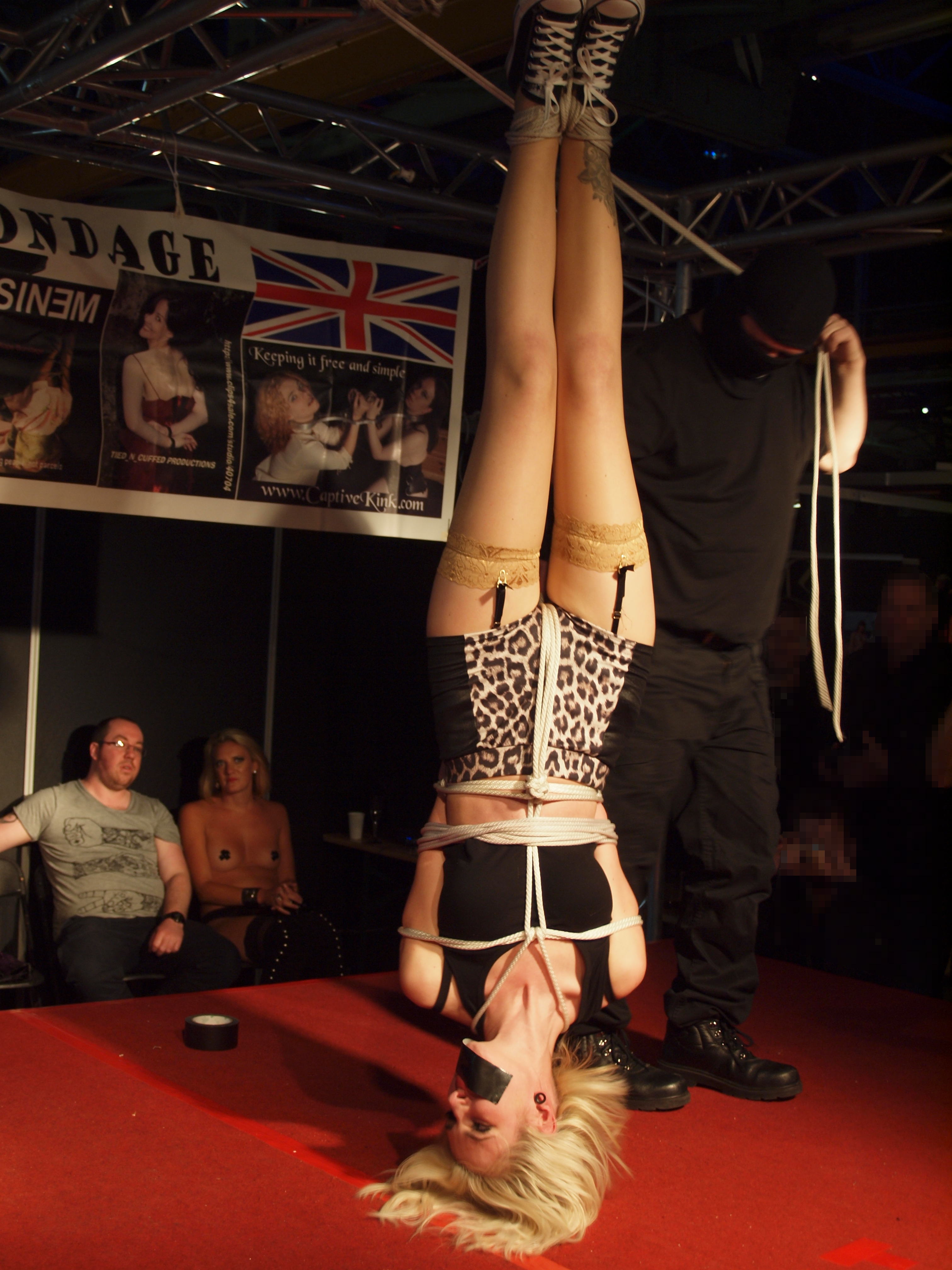
Перевернутий вертикальний підвіс

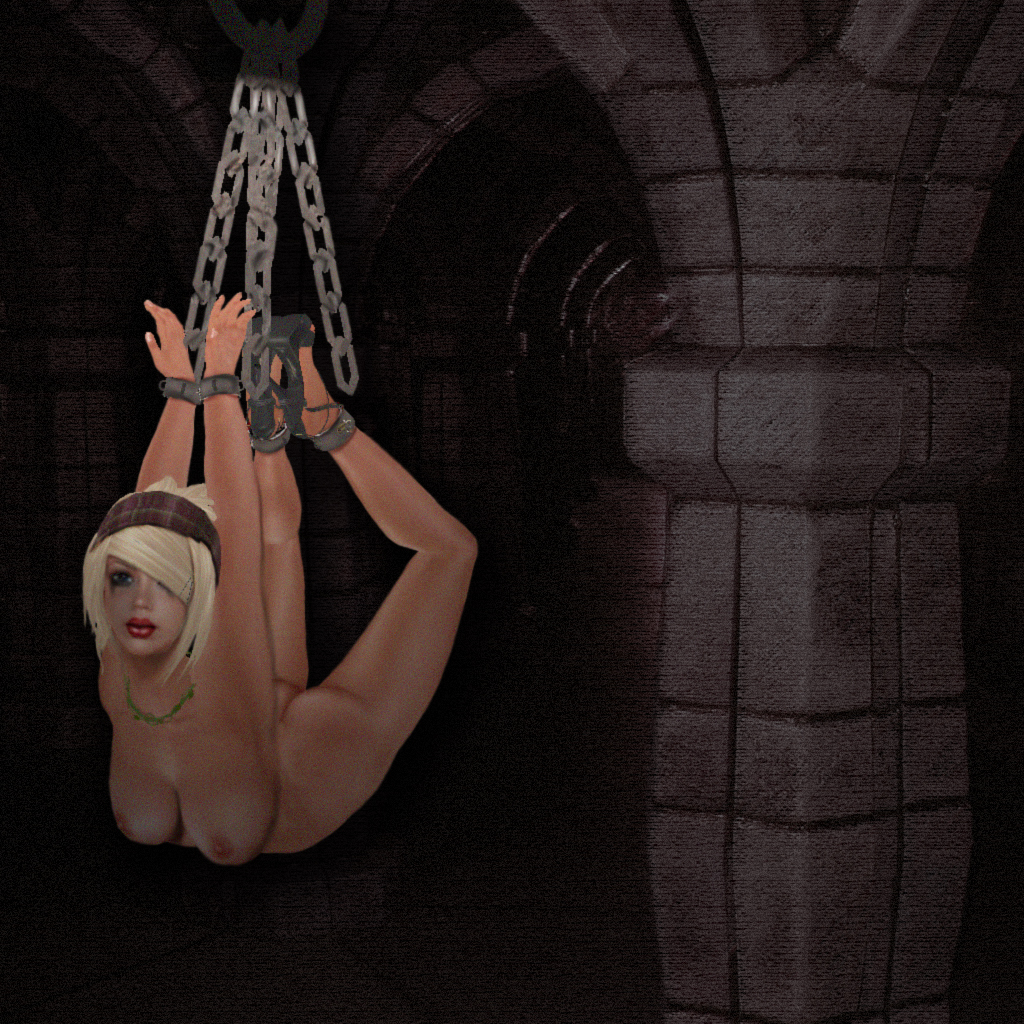
Фетиш, що демонструє горизонтальну підвіску обличчям донизу.

Підвішування — це форма сексуального бондажу, коли зв'язану особу підвішують на одній або кількох точках підвішування над головою. Вважається, що зв'язування в підвішеному стані становить більший ризик, ніж інші форми сексуального зв'язку, тому велика увага приділяється безпеці.
У частковому підвішуванні людина зв'язана таким чином, що частина ваги її тіла утримується за допомогою підвісних мотузок, тросів або ланцюгів. Класичне положення часткового підвішування полягає в тому, що людина балансує на одній нозі, частина її ваги підтримується грудним ременем, а інша нога витягнута вгору в певному напрямку. Людина, що лежить на верхній частині спини з ногами, прив'язаними до точки підвішування, щоб відірвати нижню частину спини від землі, також вважається частковим підвішуванням.
У повному підвішеному стані людина повністю підтримується підвісними канатами, тросами або ланцюгами, і вони не мають контакту з землею. Положення тіла людини в повному висі може бути горизонтальним, вертикальним або перевернутим; це обмежується лише їхньою витривалістю та майстерністю сполучника.
Невелика група практикує самопідвішування.

## Мотузка і вузли
Метал може бути використаний для кабальних зв'язків з наручниками, металевими ковзами та розпірками. Мотузка, яка використовується для японського бондажу, виготовляється з натуральних волокон, таких як коноплі, її готують шляхом кип'ятіння, щоб зробити її м'якою, але вона груба і зв'язується сама з собою: є велике тертя, тому вузли тримаються міцно.
Двома основними стяжками є стяжка з однією колоною, де «стовпчик» може бути кінцем кінцівки або точкою кріплення, і стяжка з подвійною колонкою, яку можна використовувати для зв'язування двох кінцівок. Усі вони починаються з основного вузла, а закінчуються закріпленням вільних кінців.

## Небезпека та заходи безпеки
Є основні поради щодо запобіжних заходів, яких слід дотримуватися під час сеансу БДСМ. Це включає в себе ніколи не залишати прив'язаного суб'єкта одного, ніколи не виступати під впливом алкоголю чи наркотиків і завжди мати під рукою ножиці, щоб перерізати мотузку на випадок надзвичайної ситуації.
- Обмеження кровотоку. Симптомами є оніміння, зниження температури та зміна кольору. Це відбувається поступово, а пошкодження тканин відбувається повільно; якщо помітити та швидко вжити заходів, незворотні пошкодження малоймовірні.

Найчастіше спостерігається порушення венозного повернення, оскільки вени розташовані найближче до поверхні. Шкіра стає червоною, потім багряною. Цього можна уникнути за допомогою правила двох пальців; де краватка досить вільна, щоб під мотузку можна було помістити два пальці. Це стає небезпечним навколо голови та навколо чоловічих статевих органів.
Порушення артеріального кровотоку, якого важко досягти, є більш небезпечним і призводить до побіління кінцівки.
- Більш серйозним є ошкодження нервів, яке відбувається дуже швидко, є кумулятивним і часто незворотним. Практики бондажу повинні знати положення нервів і розташувати мотузку, щоб уникнути їх. Симптомами є біль, оніміння або втрата відчуття.

Латеральний стегновий шкірний нерв у нозі та променевий нерв у середній частині плеча є частими місцями пошкодження нерва. Коліна, лікті, пах і пахви — це місця, де основні артерії, вени та нерви знаходяться поблизу поверхні, і на них слід чинити лише помірний тиск.
- Задуха виникає внаслідок обмеження дихальних шляхів навколо шиї та стиснення легенів.[54]
- Підвішування, що призводить до запаморочення, нудоти або непритомності
- Ударні травми внаслідок падіння.[54]